# Nataliya Buksa
Natalya Igorevna Buksa (ucraniana Nataliya Igorivna Buksa; nascida em 6 de novembro de 1996, Lviv) é uma jogadora de xadrez ucraniana, que detém os títulos  FIDE de Mestre Internacional e Grande Mestre Feminina.

## Carreira
Ela venceu o Campeonato Mundial Feminino de Xadrez Júnior em 2015. Ao fazer isso, ela se tornou uma Grande Mestre Feminina (WGM) e se classificou para o Campeonato Mundial Feminino de Xadrez de 2017 onde foi eliminada na segunda rodada por Sopiko Guramishvili. 
Nataliya Buksa venceu o Campeonato Ucraniano Feminino de Xadrez em 2018 em Kiev. Neste mesmo ano recebeu o título de Mestre Internacional pela FIDE.
Em 2022, na 44ª Olimpíada de Xadrez, que ocorreu em Chennai, Índia, ela fez parte da seleção ucraniana que venceu o torneio feminino.